# Ultima Evolution
O Ultima Evolution é um automóvel de produção limitada esportivo produzido na empresa britânica Ultima Sports Ltd., e comercializado como kit para ser montado ou em versão completa pela montadora. Foi apresentado em 9 de abril de 2015 como um substituto ao modelo Ultima GTR. Existem duas opções de modelo uma coupé e uma conversível, e o modelo mais caro com motor General Motors LS supercharged é vendido por £99,995 ($122,332).